# Successor (minialbum)
Succesor – pierwszy minialbum fińskiego zespołu power metalowego Sonata Arctica. Utwory koncertowe zostały zarejestrowane podczas występu grupy na Provinssirock Festival w Seinäjoki w Finlandii 16 czerwca 2000 roku.

## Spis utworów
1. "FullMoon" (Edit) − 4:00
2. "Still Loving You" (cover Scorpions) − 4:33
3. "I Want Out" (cover Helloween) − 3:52
4. "San Sebastian" − 4:46
5. "Shy" − 4:18
6. "Replica" (Live) − 4:48
7. "My Land" (Live) − 4:22

### Dodatkowe utwory
- "UnOpened" (Live) − 4:04 (edycja dla Ameryki Południowej i Japonii)
- "FullMoon" (Live) − 4:54 (edycja dla Ameryki Południowej i Japonii)
- "8th Commandment" (Live) − 3:54 (edycja dla Ameryki Południowej i Francji)
- "Letter to Dana" (Live) − 5:32 (edycja dla Ameryki Południowej i Francji)
- "Kingdom for a Heart" (Live) − 3:40 (edycja dla Ameryki Południowej)

## Twórcy
- Tony Kakko - śpiew. instrumenty klawiszowe
- Jani Liimatainen - gitara
- Janne Kivilahti - gitara basowa
- Mikko Härkin - instrumenty klawiszowe
- Tommy Portimo - instrumenty perkusyjne